# 38 cm SK C/34
Морська гармата 38 см SK C/34 була розроблена в Німеччині у другій половині 1930-х років. Нею озброювалися кораблі класу Бісмарк, крім того планувалося встановити її на лінійні крейсери клас О і переозброїти лінкори класу Шарнгорст. Шість двогарматних установок було продано до Радянського Союзу, ще їх планували встановили на лінійні крейсери класу Кронштадт, проте їх туди так і не доставили. Запасні гармати використовували у береговій артилерії у Данії, Норвегії та Франції. Одна гармата до сих пір знаходиться біля фортеці Мівіг за Крістіансандом.

## Боєприпаси
В гарматі використовували стандартну німецьку систему заряджання, де базовий заряд знаходився у металічній гільзі та доповнювався іншим у шовковій сумці. Обидва заряди заряджали разом.

### Метальний заряд[1]
Основний заряд: 38 см HuelsKart34 -GefLdG- 108 кг (238 фунт) RPC 38 (16/7)
Додатковий заряд: 38 см VorKart34 -GefLdG- 104 кг (229 фунт) RPC 38 (16/7)

### Снаряд

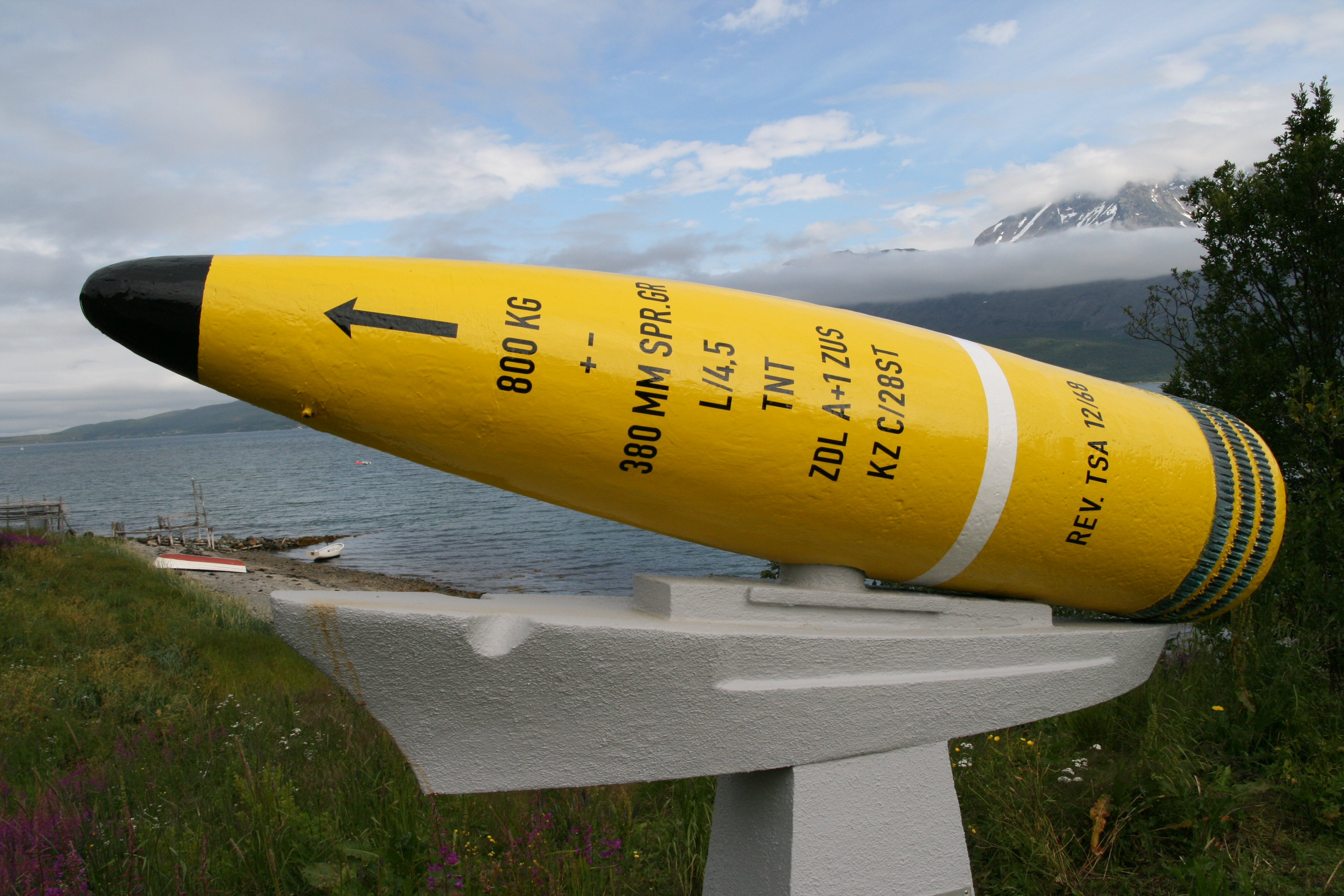
38 см невибухнувший снаряд з Тірпіца знайдений в Ульфсфйордені в Норвегії.

З гарматою 38 см SK C/34 використовували чотири типи снарядів, хоча Siegfried-Granate можна було використовувати лише в береговій артилерії. Майже на 40 відсотків легшим снарядом стріляли зі зменшеним зарядом зі швидкістю 920 м/с на відстань 40 км. З повним зарядом його швидкість становила 1050 м/с, а відстань стрільби 55,7 км.
| Снаряд | Вага                | Повна вага           | Дулова швидкість        | Відстань                    |
| --- | ------------------- | -------------------- | ----------------------- | --------------------------- |
| ОФ снаряд з балістичним ковпачком та носовим детонатором(38 см Spgr. L/4.6 m Kz (m.Hb)                           | 800 кг (1 800 фунт) | Невідомо             | 820 м/с (2 700 фут/с)   | 35,6 км (22,1 миля) при 30° |
| ОД снаряд з балістичним ковпачком та донним детонатором(38 см Spgr L/4.5 Bdz (m.Hb))                             | 800 кг (1 800 фунт) | Невідомо             | 820 м/с (2 700 фут/с)   | 35,6 км (22,1 миля) при 30° |
| ББ снаряд з балістичним ковпачком і донним детонатором (Psgr L/4.4 BdZ (m.Hb))                                   | 800 кг (1 800 фунт) | Невідомо             | 820 м/с (2 700 фут/с)   | 35,6 км (22,1 миля) при 30° |
| ОФ снаряд з носовим і донним детонаторами та балістичним ковпачком (Si-Gr L/4.5 Bdz u. Kz (m.Hb)) (легкий заряд) | 495 кг (1 091 фунт) | 69 кг (152 фунт) TNT | 920 м/с (3 000 фут/с)   | 40,0 км (24,9 миля)         |
| ОФ снаряд з носовим і донним детонаторами та балістичним ковпачком (Si-Gr L/4.5 Bdz u. Kz (m.Hb)) (повний заряд) | 495 кг (1 091 фунт) | 69 кг (152 фунт) TNT | 1 050 м/с (3 400 фут/с) | 55,7 км (34,6 миля)         |

## Морська гармата
За даними Круппа це 38 см гармата S.K.C/34 e WA52-453(e). У башту Drh.L. C/34e встановлювалося по дві таких гармати з кутами підвищення від -5° 30' до +30°. Кожна гармата мала власну люльку, на відстані в 3,5 м одна від одної, але зазвичай вони були поєднані. Загалом башта мала гідравлічне живлення, але тренувальні механізми, допоміжні механізми підвищення, допоміжні підйомники і деякі навантажувальні механізми мали електричне живлення. Вага башти становила від 1048 тонн до 1056 тонн, вона спиралася на кулькові підшипники на погоні діаметром 8,75 м, гармати могли підніматися зі швидкістю 6° за секунду, а обертатися по траверсу зі швидкістю 5.4° за секунду. Гармати заряджалися під кутом +2.5° і мали телескопічний досилач з ланцюговою передачею. Відповідно до німецьких інструкцій швидкість заряджання повинна була складати 2,5 снаряди за хвилину. Під час випробувального періоду у Балтійському морі AVKS звітували про швидкість заряджання в 3,125 снаряди за хвилину. В бойових умовах на Бісмарку, під час бою з HMS Hood та Prince of Wales, швидкість заряджання становила один снаряд за хвилину.

### Бронювання башти
| розташування | товщина          | розташування               | товщина          |
| ------------ | ---------------- | -------------------------- | ---------------- |
| лоб          | 36 см (14 дюйм)  | лоб і корма скошеного даху | 18 см (7,1 дюйм) |
| борти        | 22 см (8,7 дюйм) | борти скошеного даху       | 15 см (5,9 дюйм) |
| корма        | 32 см (13 дюйм)  | плаский дах                | 13 см (5,1 дюйм) |

### Кількість
Шістнадцять гармат було встановлено на «Бісмарк» та «Тірпіц», а шість було замовлено для Гнейзенау для переозброєння в 1942. Шість мали встановити на лінійні крейсери класу О, але не відомо чи були вони побудовані. Шість установок з дванадцятьма гарматами були продані Радянському Союзу, який планував озброїти ними лінійні крейсери класу «Кронштадт», але їх не отримав. Надлишкові гармати використали у якості берегової артилерії.

### Протизенітні властивості
Під час ремонту після операції Тангстен, морські 38 см гармати SK C/34 лінкора «Тірпіц» класу Бісмарк були модифіковані для ведення вогню по літакам. Гармати отримали спеціальні 38 см снаряди для ведення загороджувального зенітного вогню. Снаряди були схожі на японські снаряди San Shiki якими стріляли лінкори типу «Ямато» та інші. Тірпіц стріляв по літакам Королівської флотської авіації з головних гармат в операціях Пленет, Браун, Кіготь Тигра, Маскот та Гудвуд. У операціях Параван, Обвіейт та Катехіз 38 см осколкові снаряди «Тірпіца» виявилися не ефективними проти висотних бомбардувальників Королівських ВПС.

## Гармати берегової оборони

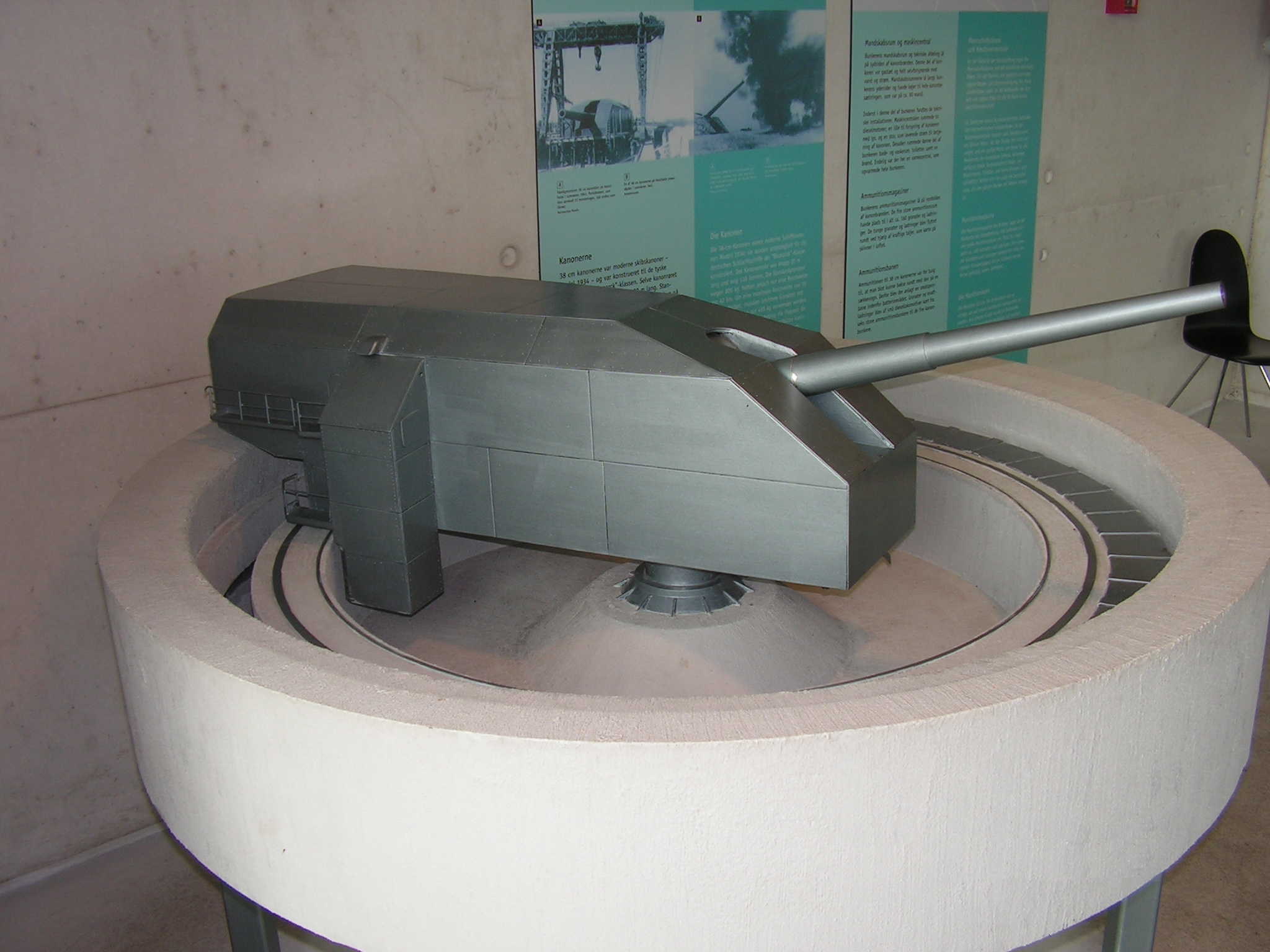
Модель 38 см SK C/34 установки в Ганстгольмі

Для використання у береговій артилерії ці гармати отримали більші камори для використання зарядів для далекобійних снарядів Siegfried. Гендер і Чемберлен зазначають вагу цих гармат лише в 105,3 тонни, з можливим урахування ваги нової камори. Гармати встановлювали у одногарматні башти Bettungsschiessgerüst (вогнева платформа) C/39. Максимальний кут підвищення становив 60°, а траверс 360°, залежно від розташування. Установка C/39 мала два відсіки; у верхньому знаходилася гармата і механізм заряджання, а у нижньому артилерійські підйомники, мотори подачі снарядів та мотори підвищення гармат і обертання башти. Башта мала власне живлення і підземні артилерійські погреби. Зазвичай її встановлювали на бетонних барбетах, маючи захист лише з власної броні, але Гітлер вважав цей захист не надійним, а тому установка (батарея Тодт) на Кап-Гріз-Нез у Па-де-Кале поблизу Вімере отримала бетонний каземат з товщиною стінок 3,5 метри. Це знизило можливість наведення гармати у горизонтальній площині до кута в 120°. Інші установки C/39 були встановлені в фортеці Гансгольм у Данії та в фортеці Вара в Крістіансанн, Норвегія.
Чотири башти Drh LC/34, три з яких призначалися для Гнейзенау і одна закінчена для Радянського Союзу, були модифіковані для наземної служби. Їх планували встановити в Пемполі, Бретань та на Кап-де-ла-Аг на опівострові Котантен, but construction never actually began. Побудова двох башт у Блааванд-Оксбі, Данія тривала до кінця війни.

## Залізничні гармати
Деякі гармати використовувалися у якості залізничних 38 см гармат Siegfried K (E), одну з них захопили американці під час операції «Драгун» в 1944.

### Схожа зброя
- Гармата 380 мм/45 Modèle 1935 : Французький еквівалент
- Гармата 381 мм / 50 Model 1934 : Італійський еквівалент

### Службові інструкції та публікації
- Krupp datasheet 38 cm S.K.C/34 WA52-444
- Krupp datasheet 38 cm S.K.C/34 e WA52-453(e)
- Bauvorschrift fuer den Schiffskoerper der Schlachtschiffe "F" und "G" ("Ersatz Hannover" und "Ersatz Schleswig-Holstein") O.K.M Archiv K I Nr. 20 Berlin, den 16.November 1936
- M.Dv.Nr.185, Heft 2, Abmessungen, Gewichte, Raumbedarf der Munition und ihrer Packgefäße
- Unterlagen und Richtlinien zur Bestimmung der Hauptkampfentfernung und der Geschoßwahl Heft a Textband
- Unterlagen und Richtlinien zur Bestimmung der Hauptkampfentfernung und der Geschoßwahl Heft h Eigene Durchschlagsangaben für Schlachtschiffe Bismarck, Tirpitz und Beispiele (G.Kdos 100)
- AVKS-700 Schlußbericht vom 31.05.1941, AVKS Erprobungen auf Schlachtschiff Bismarck